# Léon Brunschvicg
Léon Brunschvicg (în pronunție franceză: [leɔ̃ bʁœ̃svik]; n. 10 noiembrie 1869, Paris, Franța – d. 18 ianuarie 1944, Aix-les-Bains, Savoie, Franța) a fost un  filozof francez idealist. El a co-fondat Revue de métaphysique et de morale împreună cu Xavier Léon și Elie Halévy în 1893.

## Viața
Între 1895 și 1900 a predat la Liceul Pierre Corneille din Rouen. În anul 1897 și-a terminat teza sub titlul La Modalité du jugement. În 1909 el a devenit profesor de filosofie la Sorbona. El a fost căsătorit cu Cécile Kahn, un important militant pentru dreptul de vot al femeilor în Franța, cu care a avut patru copii.

Forțat de către naziști să-și părăsească postul de la Sorbona,  Brunschvicg a fugit în sudul Franței, unde a murit la vârsta de 74 de ani. În timp ce era ascuns, a scris studii despre Montaigne, Descartes, Pascal, care au fost tipărite în Elveția. A compus un manual de filozofie dedicat nepoatei sale adolescente intitulat Héritage de Mots, Héritage d'Idées, care a fost publicat postum, după eliberarea Franței. Reinterpretarea lui Descartes întreprinsă de el a devenit fundamentul pentru un nou idealism.

Brunschvicg a definit filosofia drept "autoreflecția metodică a minții" în care judecata joacă un rol central. Publicarea operei lui Brunschvicg a fost recent finalizată după ce materialele nepublicate ținute în Rusia au fost returnate familiei sale în 2001.

## Lucrări (listă selectivă)
- La Modalité du jugement, Paris, Alcan, 1897.
- Spinoza et ses contemporains, Paris, Alcan, 1923.
- L'idéalisme contemporain, Paris, Alcan, 1905.
- Les étapes de la philosophie mathématique, Paris, Alcan, 1912.
- L'expérience humaine et la causalité physique, Paris, Alcan, 1922.
- Le progrès de la conscience dans la philosophie occidentale, Paris, Alcan, 1927.
- La Physique au vingtième siècle, Paris, Hermann, 1939.
- La Raison et la religion, Paris, Alcan, 1939.
- Descartes et Pascal, lecteurs de Montaigne, Paris, La Baconnière, 1942.
- Héritage de mots, héritage d'idées, Paris, PUF, 1945.
- Agenda retrouvé, 1892–1942, Paris, Minuit, 1948.
- La philosophie de l'esprit seize leçons professées en Sorbonne 1921-1922, Paris, PUF, 1949.
- De la vraie et de la fausse conversion, Paris, PUF, 1950.
- Écrits philosophiques I: L'Humanisme de l'occident, Descartes, Spinoza, Kant, Paris: PUF, 1951.
- Écrits philosophiques II: L'Orientation du rationalisme, Paris: PUF, 1954.
- Écrits philosophiques III: Science – Religion, Paris: PUF, 1958.
- Lafrance, Jean-David: Physics and Metaphysics-"On the Relations of Intellectual Consciousness and Moral Consciousness" in The Philosophical Forum, 2006, Volume 37, Issue 1, pages 53-74.

## Legături externe
- Opere de sau despre Léon Brunschvicg la Internet Archive
- Allrefer.com entry